# Wellington (British Columbia)
Wellington, einst eigenständiger Bezirk und eigenständige Stadt, ist heute ein Stadtviertel im nördlichen Nanaimo an der Ostküste im südlichen Vancouver Island in der kanadischen Provinz British Columbia.

## First Nations und beginnende europäische Besiedlung
Wellington war Teil des traditionellen Territoriums der Snuneymuxw und der Nanoose First Nations, die mit den europäischen Pionieren koexistierten. Der Bezirk wurde wahrscheinlich in den 1850er Jahren nach dem 1852 verstorbenen Arthur Wellesley, 1. Duke of Wellington benannt. Vor 1869 gab es nur wenige Siedler in den Gebieten rund um Brannen Lake, Long Lake und Diver Lake.

## Beginn der Kohleförderung
Etwa um 1860 eröffnete die Hudson’s Bay Company (HBC) im heutigen Zentrum von Nanaimo die Douglas Mine, die erste Kohlengrube der Region. Während des Angelns im etwa 8 km nordwestlich gelegenen Diver Lake entdeckte der frühere Angestellte der HBC Robert Dunsmuir 1869 Anzeichen für Kohlelagerstätten, die er Wellington Seam nannte. Der Ort lag gerade jenseits der nördlichen Grenze der 1862 von der HBC durch die Vancouver Coal Mining and Land Company angekauften Liegenschaft.

## Spätere Entwicklung der Gemeinde
Wellington blieb bis zum 2. Weltkrieg weitgehend ländlich, als Nanaimo zu wachsen begann. Wellington wurde zu einer Schlafstadt in der Nachbarschaft. In den 1960er Jahren verschmolz der Wellington Improvement  mit der Stadt Nanaimo. Seitdem wird der Wellington District oft als „North Nanaimo“ bezeichnet, während die städtischen Bereiche als Stadtteil „Wellington“ gelten.
Heute wird der Stadtteil Wellington oft als Diver Lake, Long Lake, Wellington, Rutherford oder North Nanaimo bezeichnet. Die Seen bieten Möglichkeiten zum Angeln und zur Erholung, während das kulturelle Erbe der alten Stadt zu einer vielfältigen Mischung aus Wohn-, Gewerbe- und Industriegebieten führte. Ergänzt wird dies durch das Nanaimo North Town Centre (früher Rutherford Mall), die Long Lake Mall und die Country Club Mall im Norden, den Beban Community Center Complex im Südosten, Farmen im Westen und das Industriegebiet Mostar/Boban im Nordwesten.

## Quartiere
In den frühen 1890er Jahren erreichte die Bevölkerungszahl in der Spitze mehr als 5.000; die Siedlung war zu damaliger Zeit größer als Nanaimo. In den späten 1890er Jahren waren die Kohlelagerstätten nahezu ausgebeutet. Die Abbautätigkeiten verlagerten sich nach Extension.

### Wellington

#### Bergbau
In einer Partnerschaft mit dem Leutnant der Royal Navy, Wadham Nestor Diggle, erlangte Dunsmuir 1871 einen Bergbau-Pachtvertrag (engl. mining lease) für ein Gebiet südlich des Long Lake, welches durch seine Grenzen wie folgt definiert wurde: von den Ufern ausgehend westwärts bis 1,2 km, ostwärts bis 1,4 km und südwärts bis 0,8 km.
Zusammen mit Junior-Partnern bekamen die beiden Geschäftsleute 1872 eine Berechtigung der Krone (engl. Crown grant), die über 417,64 ha (1.032 Acres) galt und nicht nur das bereits gepachtete Land umfasste, sondern dieses nordwärts bis zum Nordufer des Long Lake erweiterte. Die Partner gründeten die Firma Dunsmuir, Diggle & Company und erschlossen die Wellington Collieries. Der Bergbau begann westlich des Diver Lake.
Streiks führten 1877 zu gewalttätigen Auseinandersetzungen zwischen Streikenden und Streikbrechern. Die Regierung von British Columbia erklärte den Ausnahmezustand und verhängte das Kriegsrecht. Es wurden Truppen zur Wiederherstellung der Ordnung entsandt. Im Folgejahr führte die Sabotage an einer Straßenbahn zum entsetzlichen Tod eines chinesischen Arbeiters. Bei einer Kohlenstaubexplosion 1879 starben 11 Bergleute, teilweise nach Einatmen der freigesetzten giftigen Gase. Etwa um diese Zeit zahlte Dunsmuir zwei seiner Partner aus. Bei einer Explosion im Folgejahr starben weitere 75 Personen. Dunsmuir zahlte 1883 Diggle, den verbliebenen Partner, aus.
Über die Canadian Collieries wurde der Kauf aller Gruben durch den Eisenbahnunternehmer William Mackenzie abgewickelt.

#### Eisenbahnen
Bis 1873 wurde die solange bestehende Planwagenstraße von dem Unternehmen durch eine hölzerne Pferdebahn ersetzt, welche im Folgejahr durch eine Schmalspurbahn mit 762 mm Spurweite abgelöst wurde, um die 7,4 km (4,6 Meilen) zur firmeneigenen Anlegestelle im Nordwesten von Departure Bay zu überbrücken. Von dieser Anlegestelle aus wurde die Kohle durch unternehmenseigene Dampfschiffe nach San Francisco transportiert. In den tieferen Lagen musste eine lange Schleife gebaut werden, um den Anstieg bewältigen zu können.
Dunsmuir gründete die E&N Railway (E&N), welche die Bahnstrecke von Victoria nach Nanaimo 1886 eröffnete. Im Folgejahr wurde die E&N nordwestwärts bis zum Diver Lake erweitert.

#### Quartiere
Die Stadt wurde ursprünglich nördlich des Diver Lake erschlossen, entlang der höchsten Stellen der heutigen Jingle Pot Road. Die verbundenen Gebäude des heutigen School District 68 Nanaimo-Ladysmith nehmen das Grundstück ein, auf dem 1875 die erste Schule von Wellington, die Mount Benson Elementary School, eröffnet wurde. Bis in die frühen 1880er Jahre bestand Wellington aus etwa 100 Häusern.
James Dunsmuir, Roberts Sohn, der bis 1890 die Geschäfte des Unternehmens lenkte, schuf ein neues Quartier am Südufer des Long Lake mit nummerierten Straßen (heute 101–107) und Avenuen, die nach bedeutenden Personen oder Orten benannt wurden, die in der Karriere des Duke of Wellington eine Rolle gespielt hatten: Corunna wurde nach der Schlacht bei La Coruña, Victoria nach Queen Victoria, Wellesley von seinem Vornamen abgeleitet und Apsley nach Apsley House benannt.
Viele Gebäude, die den Brand von 1899 überstanden hatten, wurden nach Ladysmith verbracht, für die Verbringung verkauft oder zerstört.

### South Wellington

#### Bergbau
Bis 1877 wurde die im Eigentum von Richard D. Chandler aus San Francisco befindliche South Wellington Colliery zwischen Brannen Lake und Diver Lake tätig, nicht weit außerhalb der südlichen Grenze von Dunsmuirs Abbaufeld. Sie wurde 1879 oder 1881 von Dunsmuir aufgekauft und zur Grube Nr. 2 von Wellington. Nach 1882 wurden die Abbaustrecken vereinigt. Diese Grube sollte nicht mit einer weiteren in South Wellington verwechselt werden, welche an einem ganz anderen Ort südlich von Nanaimo existierte. Dunsmuir betrieb die Grube Nr. 3 zwischen 1880 und 1899. Durch einen Tunnel verbunden wurde Grube Nr. 4 von 1881 bis 1897 betrieben. Außerdem wurde sie für die Belüftung und den Transport der Kohle benutzt. Eine Explosion in Grube Nr. 4 tötete 1885 vier Bergleute. Dunsmuir betrieb zwischen 1884 und 1900 in der Nachbarschaft die Grube Nr. 5. Diese war eine der größten und an die E&N angebunden. Eine Explosion tötete 1888 hier 77 Bergleute.
Am heutigen Landmark Crescent schloss Robert („Bob“) Carruthers von 1942 bis 1968 die Loudon Mine von Hand auf, die letzte Kohlengrube auf Vancouver Island.

#### Eisenbahn
Eine Schmalspurbahn verband die Gruben mit der 6,9 km (4,3 Meilen) entfernten Anlegestelle des Unternehmens im Südosten von Departure Bay. Die weiträumig verlegten Gleise nahmen große Flächen in Anspruch.

#### Stadt und Land
In den frühen 1880er Jahren gab es etwa 50 Häuser, aber die kommunale Infrastruktur von Wellington kann als einwandfrei angesehen werden. Eine Farm von 40,5 ha (100 Acres) lieferte Futter für Pferde und Maultiere, welche die Hunte der Gruben zogen.

### East Wellington

#### Bergbau
Beginnend im Jahr 1864 errichteten Mitglieder der Familie Westwood auf mehreren Grundstücken, die insgesamt 263 ha (650 Acres) einnahmen, ihre Wohnhäuser zwischen Nanaimo und Wellington. Richard Devonshire Chandler erwarb 1882 die Grundstücke (einschließlich der Bergrechte) und gründete die East Wellington Coal Company. Die Grube befand sich nahe der heutigen Kreuzung Maxey Road / East Wellington Road. Das Unternehmen baute eine Schmalspurbahn bis nach Departure Bay. Die Erschließungen erbrachten eine nennenswerte Menge an Kohle, aber die Erträge waren eher gemischt. Die Grube wurde 1893 geflutet und geschlossen. Im Folgejahr wurden die Anlagen von James Dunsmuir aufgekauft; es ergab sich allerdings nur eine geringe Produktion.

#### Heute
Das Gebiet wird weitgehend von kleinen ländlichen Besitzungen eingenommen. Die freiwillige Feuerwehr ist in einem modernen Gebäude untergebracht.

### West Wellington
Nach Westen angrenzend an Dunsmuirs Besitzungen ließ Dennis Jordan aus San Francisco 1895 frühere Tätigkeiten wieder aufleben. Da es aber an wirtschaftlich zu betreibenden Transportmöglichkeiten mangelte, stellte die West Wellington Coal Company nach wenigen Jahren den Betrieb wieder ein. Die Gilfillan Colliery erwarb 1907 die Bergrechte, wurde aber bereits im Folgejahr geschlossen. Ab 1928 wurde ein kleiner Betrieb durch die Little Ash Mine für wenige Jahre aufrechterhalten.

### North Wellington
Die Island Collieries im Eigentum der King & Foster Co. eröffnete 1925 einen kleinen Betrieb, der 1927 durch die Canadian Collieries aufgekauft wurde. Die Grube arbeitete mit Unterbrechungen bis 1932 als Wellington Extension No. 9.

## Demografie
| Volkszählung von 2006 | Volkszählung von 2006 | Volkszählung von 2006 | Volkszählung von 2006 |
| --------------------- | --------------------- | --------------------- | --------------------- |
|                       | Wellington            | Nanaimo               | British Columbia      |
| Median des Alters     | 37,1 Jahre            | 43,3 Jahre            | 40,8 Jahre            |
| Unter 15 Jahre        | 21,1 %                | 16 %                  | 17 %                  |
| Über 65 Jahre         | 13 %                  | 17 %                  | 15 %                  |

Die Bevölkerung und die Demografie im Stadtteil Wellington kann aus den Zahlen des Diver Lake Census Tract geschätzt werden, wo der Großteil der Bewohner von Wellington lebt. Die aktuelle Zahl würde leicht höher liegen, wenn die nicht in die Volkszählung einbezogenen Teile hinzugezählt würden. Von 2001 bis 2006 wuchs die Bevölkerung in Wellington um 8,1 %, während in Nanaimo ein Wachstum von 7,8 % und in der Provinz British Columbia von 5,3 % zu verzeichnen war.